# Rissoina pulchella
Rissoina pulchella är en snäckart. Rissoina pulchella ingår i släktet Rissoina och familjen Rissoidae. Inga underarter finns listade i Catalogue of Life.